# Massimiliano Fachini
Massimiliano Fachini, né à Tirana le 6 août 1942 et mort à Grisignano di Zocco le 3 février 2000, est un militant néo-fasciste et terroriste italien. Il a été l'un des dirigeants du Movimento Politico Ordine Nuovo. 
Il a été l'objet d'une enquête en relation avec l' attentat de la Piazza Fontana et avec celui du Massacre de Bologne. Il a été acquitté.

## Biographie
Il est né à Tirana, mais a vécu surtout à Padoue. Il est le fils de Vinicio Fachini, qui a été commissaire de police à Vérone, pendant la République sociale italienne. 
Il adhère à la section du FUAN (Front universitaire d'action nationale) de Padoue. En août 1968, pour protester contre l'invasion de la Tchécoslovaquie par les troupes du Pacte de Varsovie, la section monte au sommet du clocher de la basilique Saint-Antoine de Padoue, et y accroche le Drapeau de la Tchécoslovaquie . Un rapport de la police politique de Padoue à l'époque le décrivait comme un élément d'une capacité organisationnelle indiscutable et portait pour son fanatisme idéologique jusqu'à des excès dangereux d'extrémisme politique[réf. nécessaire]. 
La même année, il était soupçonné d'avoir fait exploser de la dynamite le 10 avril sous la maison du questeur Attilio Bonanno et le 15 avril 1969, une autre bombe dans la bibliothèque du recteur de l'Université de Padoue, Enrico Opocher, parmi ses assistants, Toni Negri. Sur la piste de Fachini, la police a été mise au courant par les révélations de l'informateur Nicolò Pezzato, qui collaborait occasionnellement avec la police et hantait à l'époque les environnements du droit de Padoue et s'offrait en échange d'argent. Le commissaire Juliano ayant pris le temps et Pezzato, ce dernier a donc présenté un autre informateur à Franco, qui a donné des noms différents de ceux donnés par Pezzato et qui impliquait le groupe Freda et Ventura. Roveroni a confirmé le témoignage de Tommasoni impliquant Freda et Ventura, mais toutes les révélations reçues jusqu'à présent se sont révélées peu concluantes.
Le 16 juin 1969, c'est Juliano qui a demandé l'autorisation de perquisitionner l'appartement de Fachini et d'autres militants du MSI après avoir reçu des nouvelles de ce même Pezzato. L'inspecteur était convaincu que Fachini était « l'armateur » de la cellule de Padoue dirigée par Franco Freda. En attendant les autorisations, la surveillance de la maison de Fachini a été organisée. Le moment décisif est survenu lorsque la police a intercepté Giancarlo Patrese, qui est sorti du domicile de Fachini avec un colis révélant un explosif et un revolver lors d'une inspection. Patrese a révélé à la police qu'il ignorait le contenu du colis et qu'il était arrivé chez Fachini en compagnie de Pezzato, qui lui avait remis le colis dans le but de le faire sortir et de l'attendre. Le gardien du palais Alberto Muraro a plutôt soutenu qu'il n'avait pas remarqué si Patrese avait l'enveloppe à la main, mais il a certainement dit qu'il l'avait vu entrer seul. Le lendemain, les perquisitions pour lesquelles l'autorisation avait été demandée étaient effectuées, mais elles n'aboutirent à rien.
Convaincu que Patrese avait quitté la maison de Fachini, Iuliano, il ordonna l'arrestation de Fachini, mais tous les suspects et les mêmes confidents de la police ont dispensé Fachini de ces accusations. La seule voix en faveur du commissaire était momentanément celle du portier Alberto Muraro. Juliano, accusé d'avoir manqué à ses obligations de gardien de la loi, a été suspendu de ses fonctions le 24 juillet. Pendant ce temps, le gardien, invité par le magistrat à dire la vérité, a donné une autre version et le 13 septembre, son corps sans vie a été retrouvé dans la cage d'ascenseur après une chute de plusieurs mètres. La mort a été qualifiée d'accidentelle et le juge Gerardo D'Ambrosio a ensuite ouvert une enquête. En 1972, il tente d'inculper Fachini pour meurtre et se solda par l'acquittement de ce dernier.
En 1970, il est élu conseiller municipal de sa ville dans les rangs du Mouvement social italien.
Toujours à cette époque, au tout début des années 1970, il adhéra à Ordine Nuovo dont il devint bientôt l'un des principaux référents en Vénétie. En 1978, Fachini organisa l'évasion de Freda, qui attendait la sentence prononcée à l'issue du procès pour l' attentat de la Piazza Fontana. Freda a été emmené de la résidence obligatoire de Catanzaro et expatrié au Costa Rica où il a été arrêté le 23 août de l'année suivante.

### La période des procès et les acquittements
Indiqué par certains repentis comme artificier et fournisseur d'armes et d'explosifs auprès des différents groupes d'extrême droite au cours des années de plomb, il a été impliqué dans les grandes enquêtes sur la subversion néo-fasciste italienne dans lesquelles, bien que condamné en premier degré, il a toujours été acquitté alors avec la formule complète.
Subissant une enquête pour le massacre de la gare de Bologne du 2 août 1980, Fachini fut initialement condamné à la réclusion à perpétuité pour avoir fourni l'explosif utilisé lors de l'attaque, avec une sentence prononcée le 11 juillet 1987, à laquelle 12 autres années de prison ont été ajoutées pour avoir été accusé d'appartenance à une bande armée.
Pendant sa détention à la prison de Rebibbia, Fachini a été menacé par les extrémistes de droite du Movimento Rivoluzionario Popolare qui, convaincus par les enquêtes du pouvoir judiciaire sur la culpabilité de Fachini et rejetant la stratégie de tension, l'ont menacé de ne pas être vu pendant les heures normales. Fachini, déterminé à ne pas être intimidé, affronta également les opposants qui le battaient violemment. Selon les propos d'un participant à l'attaque, il a été décidé de ne pas le tuer car en prison les voix étaient nombreuses, mais les preuves, à l'évidence, inexistantes et on ne peut pas tuer une personne juste pour des rumeurs. Par la suite, la cour d'assises d'appel a annulé les déclarations de culpabilité prononcées contre Fachini le 12 février 1992 devant la Cour de cassation, sur pourvoi en cassation des parties civiles et devant le parquet, appel. Dans la nouvelle procédure, la première cour d'assises d'appel de Bologne, le 16 mai 1994, opta pour l'acquittement de Fachini, sentence qui fut ensuite définitivement confirmée par la Cour de cassation le 23 novembre 1995.
Pour l' attentat de la Piazza Fontana, il fut traduit devant la cour d'assises de Catanzaro, aux côtés de Stefano Delle Chiaie, après que des repentants d'extrême droite tels que Sergio Calore et Angelo Izzo avaient désigné Fachini comme l'auteur du massacre. Fachini et Delle Chiaie ont été condamnés à un procès le 30 juillet 1986 et ont été acquittés pour n'avoir pas commis le crime avec une peine prononcée le 20 février 1989. Acquittement confirmé ensuite par la Cour d'assises d'appel du 5 juillet 1991.

### Libération
Sa seule peine finale, cinq ans de prison, concernait le crime d'association subversive et de bande armée, en lien avec les activités du mouvement Ordine Nuovo (dont il était l'un des principaux personnages en Vénétie), au procès qui a décrété sa dissolution par décret gouvernemental du 21 novembre 1973.
Libéré en 1993, Fachini est rentré à Padoue, où il a subi un attentat à la bombe, mais sans conséquences, commis par des inconnus. Dans les années suivantes, il a trouvé un emploi en tant qu'agent commercial. Sa dernière apparition publique concerne son soutien à Vincenzo Muccioli à la Communauté de San Patrignano.

### Décès
Son décès, dû à un accident de voiture, est survenu le 3 février 2000 lorsque, alors qu'il se rendait au travail sur sa Fiat Bravo, sur un tronçon de l'autoroute Milan-Venise près de Grisignano, il a été impliqué dans une maxi-collision causée par la mauvaise visibilité due à un épais brouillard.